# ذات الرقاع
ذات الرقاع هي موقع في المملكة العربية السعودية. يعود تواجده إلى عهد النبي محمد (صلى الله عليه وسلم)، وقعت حادثة ذي الرقة فيه عندما تلقى النبي أخبار تفيد بأن بعض قبائل بنو غطفان كانت تتجمع في ضاحية الرقة لأغراض مشبوهة. فتقدم النبي محمد نحو بلاد نجد على رأس 400 أو 700 رجل، بعد أن كُلف أبو ذر على المدينة المنورة.

## سبب التسمية
- يرى بعض العلماء أنّ سبب تسمية ذات الرقاع بهذا الاسم أنّ الصحابة رضي الله عنهم، وفي أثناء مسيرهم لتلك الغزوة جُرحت أقدامهم من المسير، والحجارة، والأشواك التي قابلتهم في رحلتهم، فرقوعها بالخرق، ولفّوها بها حتى يتوقف تدفّق الدماء منها، وحتى يصلوا إلى وجهتهم، لذلك سميت الغزوة بذات الرقاع.
- يرى فريق آخر من العلماء أنّ سبب تسمية غزوة ذات الرقاع يعود إلى المنطقة التي جرت فيها الغزوة، حيث جرت الغزوة في منطقة تسمّى ذات الرقاع؛ نسبةً إلى ما فيها من الجبال المختلطة ألوانها بين السواد والحُمرة والبياض، وتلك الألوان تنتشر في جبال تلك المنطقة على شكل بقع، لذلك أخذت الغزوة اسم المنطقة لهذا السبب.[1]

## أحداث تاريخية
توجّه الرسول لقتال قبائل بلاد نجد، القُساة في طبعهم، والذين عُرف عنهم الاشتهار بالسّلب والنهب، فكانت الغاية من قتالهم أولاً تأديب القبائل التي حولهم، ثمّ تحصيل الأمن والاستقرار لأهل المدينة، وقد تزامن ذلك مع وصول الأخبار إلى النبي صلّى الله عليه وسلّم، بأنّ تلك الجماعات تعدّ العدّة لقتال النبي وأصحابه في المدينة، فبادرهم النبيّ -صلّى الله عليه وسلّم- بذلك قبل أن يصلوا إليه، وقد بلغ عدد المسلمين في تلك الغزوة ما يقارب الأربعمئة مقاتل، وقيل: بل سبعمئة، وكان يطغى على معالم تلك الغزوة القسوة؛ لطبيعة المنطقة المليئة بالحجارة الحادّة التي أدمت أقدام الصحابة، بالإضافة إلى نقص الراحلة التي تقلّ المقاتلين.

## وصلات خارجية
- موقع مكاوي.
- أمانة العاصمة المقدسة.
- بوابة إمارة منطقة مكة المكرمة.